# Jørgen Ditleff Bondesen
Jørgen Ditleff Bondesen, född 7 april 1855 i Köpenhamn, död 3 maj 1939, var en dansk musiker. 
Bondesen var elev vid Det Kongelige Danske Musikkonservatorium, blev 1875 bibliotekarie och hjälplärare, var 1883–1902 lärare i musikteori och i piano samt sekreterare där. Åren 1876–86 var han vikarierande organist för Niels W. Gade i Holmens Kirke i Köpenhamn. År 1902 stiftade han Århus Musikkonservatorium, vilket han ledde till 1926. 
Bondesen utgav Ernst Richters Harmonilære (andra danska utgåvan, 1883) samt Johann Christian Lobes Musikens Katekismus på danska (1885), vidare egna musikteoretiska verk som Harmonilære (1897) och Læren om Kontrapunkt (1902). Han utgav också  bland annat ett häfte romanser, en orgelhymn, oratoriet Opstandelse och äventyrspelet Tornerose.